# HSK

Логотип HSK

Hanyu Shuiping Kaoshi (кит. трад. 漢語水平考試, упр. 汉语水平考试, пиньинь Hànyǔ Shuǐpíng Kǎoshì, палл. Ханьюй Шуйпин Каоши) — стандартизированный квалификационный экзамен по китайскому языку (путунхуа) для лиц, не являющихся носителями китайского языка, а именно иностранных студентов, зарубежных китайцев и представителей этнических меньшинств, проживающих в КНР. Квалификационный экзамен HSK является единой формой аттестации иностранных учащихся. Результаты экзамена HSK признаются во всём мире.
Разработанный Центром тестирования уровня владения китайским языком Пекинского университета языка и культуры (BLCU), HSK состоит из теста базового уровня владения китайским языком, сокращенно HSK (Basic), теста начального и среднего уровня владения китайским языком, сокращенно HSK (Elementary and Intermediate), и теста высшего уровня владения китайским языком, сокращенно HSK (Higher). HSK проводится ежегодно на регулярной основе в материковом Китае, Гонконге и Макао, а также в странах, с которыми КНР имеет дипломатические отношения. Тем, кто достигнет требуемого уровня, выдается сертификат о владении китайским языком на соответствующем уровне. Экзамен проводится под полным руководством Национального комитета по экзаменам на знание китайского языка Министерства образования КНР, который выдает сертификат о знании китайского языка. По своему статусу HSK аналогичен TOEFL и IELTS для английского языка, JLPT для японского языка, TOPIK для корейского языка и другим экзаменам на знание языка, организуемым правительствами различных стран.

## История экзамена HSK
Экзамен HSK был впервые проведен на территории КНР в 1990 году. Спустя год он прошел в нескольких зарубежных странах. Авторитет этого экзамена, являющегося китайским аналогом TOEFL, в мире неуклонно растет. В 2005 году, на втором пленарном собрании седьмого съезда Международного общества изучения китайского языка генеральный секретарь Государственного департамента КНР по распространению китайского языка за рубежом (Ханьбань), Сю Лин поставила задачу реформирования HSK с целью упрощения и популяризации этого экзамена.
В 2009 году разработка нового экзамена была завершена, и с марта 2010 года новый экзамен HSK стал проводиться по всему миру. На конец 2009 года в 41 стране мира действовало 106 экзаменационных центров по проведению квалификационного экзамена HSK. К началу 2010 года общее количество сдавших его иностранцев превысило 1 миллион человек. Начиная с 2010 года, право проведения экзамена HSK получила мировая система Институтов Конфуция.
С 2021 года начался переход на новые стандарты HSK, согласно которым число уровней увеличится до 9, дополнительно будут введены три уровня, а в первые 6 уровней будут внесены изменения. По оценкам специалистов, переход на новые стандарты займет около 3-5 лет, первые экзамены по новым стандартам будут в 2022 году.

## Сертификат HSK
Сертификат о сдаче квалификационного экзамена HSK является документом государственного образца Министерства образования КНР, признан на международном уровне и отвечает требованиям, предъявляемым к языковым экзаменам.
Сертификат HSK дает следующие преимущества:
- Позволяет участвовать в конкурсе на получение стипендии для стажировки в Китае.
- Предоставляет возможность поступать в бакалавриат, магистратуру и аспирантуру китайских вузов (необходим уровень HSK от 4 до 6 по новой классификации).
- Служит основанием для предоставления рекомендаций при приеме на работу, при прохождении повышения квалификации, учитывается в кадровой политике учреждений, предприятий и организаций, нуждающихся в специалистах с качественным знанием китайского языка.

## Экзамен HSK с 2021 года
В 2020 году во внутреннем китайском академическом документе обсуждалось, что стандарты владения китайским языком претерпят изменение: гибридная парадигма «трех этапов и девяти уровней», характеризующаяся комплексной интеграцией. Министерство образования Китайской Народной Республики объявило дополнительные подробности о HSK 3.0 1 апреля 2021 года. Среди предоставленной информации был список слов для каждого отдельного этапа и дата введения нового теста — 1 июля 2021 года. Одна из основных проблем с текущим тестом HSK заключается в том, что он не соответствует Общеевропейской системе стандартов для языков (CETR). Например, HSK 6 нигде не был близок к уровню “Почти носитель” C2 в английском языке и так далее.
Новый тест призван следовать последним исследованиям в области языковых исследований и тестирования.
Базовые уровни (примерно соответствующие CEFR A1/A2) должны тестировать от 500 до 2245 слов, промежуточные уровни (примерно соответствующие CEFR B1/B2) от 3245 до 5456 слов, продвинутые уровни (примерно соответствует CEFR C1/C2) примерно от 6000 до 11000 слов.
Уровни среднего владения (Intermediate) должны проверять способность понимать слегка измененные аутентичные материалы или аутентичные материалы, написанные/разговорные в ясной манере и предназначенные для образованных носителей родного языка: материалы на повседневные темы, простые статьи, простые комментарии и критические анализы, найденные в газетах и журналах.
Уровни продвинутого владения (Advanced) должны проверять способность понимать более длинные, сложные и абстрактные материалы: выдержки из аутентичных источников, таких как учебники для студентов китайских университетов, китайские журналы и эссе, выдержки из современной китайской литературы, интервью и выдержки из китайских СМИ. Кроме того, классические китайские выражения и грамматические конструкции, используемые в современном официальном китайском языке, также должны быть включены.
| Этапы       | Уровни | Слоги | Слоги | Иероглифы (распознавание) | Иероглифы (распознавание) | Иероглифы (написание) | Иероглифы (написание) | Слова | Слова | Грамматические структуры | Грамматические структуры |
| Этапы       | Уровни | новых | всего | новых                     | всего                     | новых                 | всего                 | новых | всего | новых                    | всего                    |
| ----------- | ------ | ----- | ----- | ------------------------- | ------------------------- | --------------------- | --------------------- | ----- | ----- | ------------------------ | ------------------------ |
| Начальный   | 1      | 269   | 269   | 300                       | 300                       | 300                   | 300                   | 500   | 500   | 48                       | 48                       |
| Начальный   | 2      | 199   | 468   | 300                       | 600                       | 300                   | 300                   | 772   | 1272  | 81                       | 129                      |
| Начальный   | 3      | 140   | 608   | 300                       | 900                       | 300                   | 300                   | 973   | 2245  | 81                       | 210                      |
| Средний     | 4      | 116   | 724   | 300                       | 1200                      | 400                   | 700                   | 1000  | 3245  | 76                       | 286                      |
| Средний     | 5      | 98    | 822   | 300                       | 1500                      | 400                   | 700                   | 1071  | 4316  | 71                       | 357                      |
| Средний     | 6      | 86    | 908   | 300                       | 1800                      | 400                   | 700                   | 1140  | 5456  | 67                       | 424                      |
| Продвинутый | 7-9    | 202   | 1110  | 1200                      | 3000                      | 500                   | 1200                  | 5636  | 11092 | 148                      | 572                      |
| Всего       | Всего  | 1110  | 1110  | 3000                      | 3000                      | 1200                  | 1200                  | 11092 | 11092 | 572                      | 572                      |

## Экзамен HSK с 2010 по 2021 год
В конце 2009 года Государственный департамент КНР по распространению китайского языка за рубежом (Ханьбань) разработал новую версию экзамена HSK. Экзамен нового образца явился результатом совместной работы специалистов целого ряда научных дисциплин, включая лингвистику, психологию, методику преподавания китайского языка и др. Начиная с 2010 года, используется новый тест, разработанный с учетом новейших тенденций в развитии китайского языка и методологии тестирования языковых навыков студентов за рубежом. Новый экзамен HSK приведен в соответствие с принятой в Европе системой оценки уровней владения иностранным языком Common European Framework of Reference for Languages (CEFR).

### Структура экзамена
Начиная с 2010 года, экзамен HSK имеет шесть уровней сложности. Система деления каждого уровня на дополнительные подуровни упразднена.
Минимальный уровень для поступления в китайские университеты по новой системе — 180 баллов по новому HSK-4. Как правило, именно такой уровень требуется при поступлении на языковые и естественнонаучные специальности.

### Как проводится экзамен
Начиная с 2010 года, для каждого из шести уровней проводится отдельный экзамен. Другими словами, если до 2010 года экзамен проводился для трех групп (базовый, средний, высший уровни), то по новым требованиям 2010 года экзамен проводится по шести уровням, к каждому из которых предъявляются свои требования и критерии, разработаны свои пособия и экзаменационная программа. Письменный экзамен проводится в форме теста, задания в котором делятся на несколько частей: аудирование, лексика, чтение, сочинение. Для успешного прохождения экзамена необходимо правильно ответить как минимум на 60 % вопросов.

### Требования к участникам экзамена
- Участник письменного экзамена на 1 уровень должен знать 150 наиболее часто употребляемых китайских слов, понимать и уметь использовать простейшие фразы на китайском языке, а также иметь базовые знания по грамматике.
- Участник письменного экзамена на 2 уровень должен знать 300 наиболее часто употребляемых китайских слов, уметь общаться на определенные темы, а также иметь базовые знания по грамматике.
- Участник письменного экзамена на 3 уровень должен знать 600 наиболее часто употребляемых китайских слов, уметь общаться на базовом уровне в повседневной, научной и профессиональной сферах жизни.
- Участник письменного экзамена на 4 уровень должен знать 1200 наиболее часто употребляемых китайских слов, уметь свободно общаться с носителями языка в большинстве жизненных ситуаций.
- Участник письменного экзамена на 5 уровень должен знать 2500 наиболее часто употребляемых китайских слов, уметь читать журналы и газеты на китайском языке, понимать китайские фильмы и театральные постановки, выступать с речами на китайском языке.
- Участник письменного экзамена на 6 уровень должен знать более 5000 наиболее часто употребляемых китайских слов, понимать как письменную, так и устную информацию на китайском языке, эффективно выражать свои мысли как в устной, так и в письменной форме.

| Уровень | Словарный запас | Аудиторные часы | Соответствие HSK до 2010 г. |
| ------- | --------------- | --------------- | --------------------------- |
| 1       | 150 слов        | 45 - 120        |                             |
| 2       | 300 слов        | 100 - 200       | 1                           |
| 3       | 600 слов        | 150 - 300       | 2                           |
| 4       | 1 200 слов      | 250 - 500       | 3 - 5                       |
| 5       | 2 500 слов      | 500 - 800       | 6 - 8                       |
| 6       | 5 000 слов      | более 800       | 9 - 11                      |

### Содержание экзамена
- Письменный экзамен на 1 и 2 уровни подразделяется на две части: аудирование и чтение.
- Письменный экзамен на 3-6 уровни подразделяется на три части: аудирование, чтение и письмо.

Продолжительность экзамена, в зависимости от уровня, от 35 до 135 минут.

### Результаты экзамена
В случае успешной сдачи выдается сертификат с указанием уровня сданного экзамена.

## Экзамен HSK до 2010 года
| Категория (等第)                                                                                                | Иероглифы/Слова             | Уровень (级别) | Сертификат    |
| --- | --------------------------- | -------------- | ------------- |
| HSK Высший | Иероглифы: 2865 Слова: 8840 | 11             | Высший A      |
| HSK Высший | Иероглифы: 2865 Слова: 8840 | 10             | Высший B      |
| HSK Высший | Иероглифы: 2865 Слова: 8840 | 9              | Высший C*     |
| HSK Высший | Иероглифы: 2865 Слова: 8840 | -              | нет           |
| HSK Начальный/Средний                                                                                           | Иероглифы: 2194 Слова: 5257 | 8              | Средний A     |
| HSK Начальный/Средний                                                                                           | Иероглифы: 2194 Слова: 5257 | 7              | Средний B     |
| HSK Начальный/Средний                                                                                           | Иероглифы: 2194 Слова: 5257 | 6              | Средний C     |
| HSK Начальный/Средний                                                                                           | Иероглифы: 1603 Слова: 3052 | 5              | Начальный A   |
| HSK Начальный/Средний                                                                                           | Иероглифы: 1603 Слова: 3052 | 4              | Начальный B   |
| HSK Начальный/Средний                                                                                           | Иероглифы: 1603 Слова: 3052 | 3              | Начальный C** |
| HSK Начальный/Средний                                                                                           | Иероглифы: 1603 Слова: 3052 | -              | нет           |
| HSK Базовый | Иероглифы: 800 Слова: 1033  | 3              | Базовый A     |
| HSK Базовый | Иероглифы: 800 Слова: 1033  | 2              | Базовый B     |
| HSK Базовый | Иероглифы: 800 Слова: 1033  | 1              | Базовый C     |
| HSK Базовый | Иероглифы: 800 Слова: 1033  | -              | нет           |
| *В целом, является профессиональным уровнем. **Как правило, рекомендован для неязыковых академических программ. |                             |                |               |

### Структура экзамена
До 2010 года экзамен HSK имел три уровня сложности (базовый, средний, высший), каждый из которых делился на подуровни. Всего подуровней было одиннадцать.
- HSK Базового уровня (基础HSK), охватывал от 1 до 3 подуровня (1级 － 3级).
- HSK Среднего уровня (初中等HSK) охватывал подуровни 3 — 8 (3级 － 8级). Если результат экзамена был ниже 3 подуровня, то экзамен считался несданным.
- HSK Высшего уровня (高等HSK) охватывал подуровни 9 −11 (9级 － 11级). Если результат экзамена был ниже 9 уровня, то экзамен также не засчитывался.

### Как проводился экзамен
Каждый человек, желавший сдать экзамен, выбирал один из трех уровней сложности. Для каждого из трех уровней проводился отдельный экзамен.
Для базового и среднего уровней проводился только письменный экзамен. Для высшего уровня проводились письменный и устный экзамены.

### Содержание экзамена
Содержание экзаменов базового и среднего уровня включало в себя следующие задания:
- Аудирование.
- Грамматические конструкции.
- Чтение.
- Письменные задания.

Высший уровень теста, помимо прочего, дополнительно включал в себя разговорные и усложненные письменные задания.

### Результат экзамена
В случае успешной сдачи экзамена выдавался сертификат с указанием уровня.

## Международная сеть центров тестирования
HSK проводится в назначенных экзаменационных пунктах в Китае и за рубежом. Список центров тестирования можно найти на сайте HSK. Даты тестирования публикуются ежегодно, а письменные тесты проводятся чаще, чем устные, обычно примерно раз в месяц, в зависимости от центра тестирования. Регистрация теста обычно открыта за 30 дней до фактической даты теста для бумажного теста или примерно за 10 дней до фактической даты теста для компьютерного теста. Результаты обычно доступны примерно через 30 дней после завершения (но точная дата для результатов не указана).
Тест нельзя сдать на Тайване (Китайская Республика). На Тайване можно сдавать только экзамен TOCFL. И наоборот, TOCFL нельзя сдавать в Китае, Макао или Гонконге.

### Центры тестирования на территории России
На территории России действуют центры тестирования в институтах Конфуция в России, а также в следующих учебных центрах :
| Организация                                                                     | Город          |
| ------------------------------------------------------------------------------- | -------------- |
| Школа Конфуция РГППУ                                                            | Екатеринбург   |
| Класс Конфуция МАОУ "Гимназия №2"                                               | Пермь          |
| Китайский центр ТюмГУ совместно с Институтом Конфуция УрФУ (временная площадка) | Тюмень         |
| Международный языковой центр ДГТУ (Компьютерный тест)                           | Ростов-на-Дону |